# Setaria parviflora
Setaria parviflora là một loài thực vật có hoa trong họ Hòa thảo. Loài này được (Poir.) M.Kerguelen miêu tả khoa học đầu tiên năm 1987.

## Hình ảnh

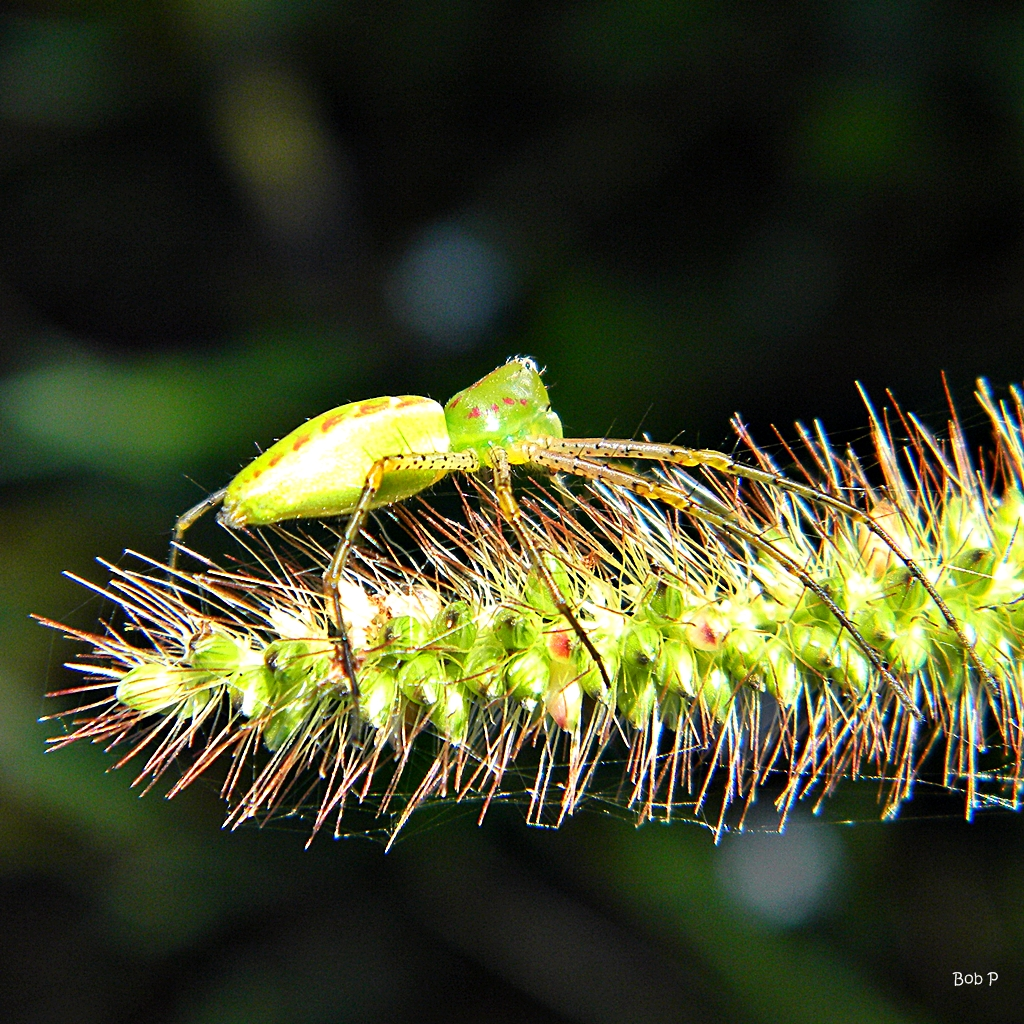
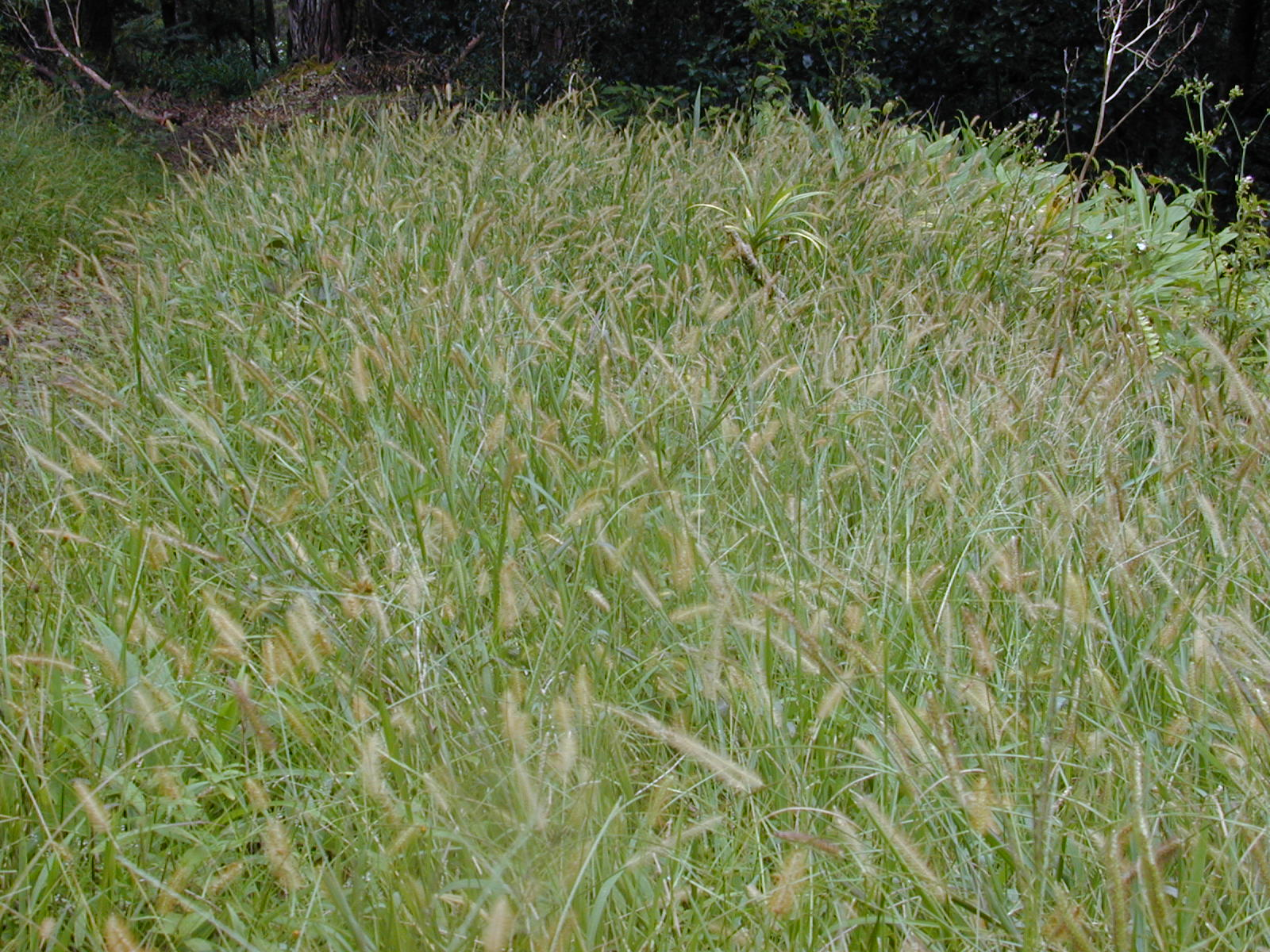
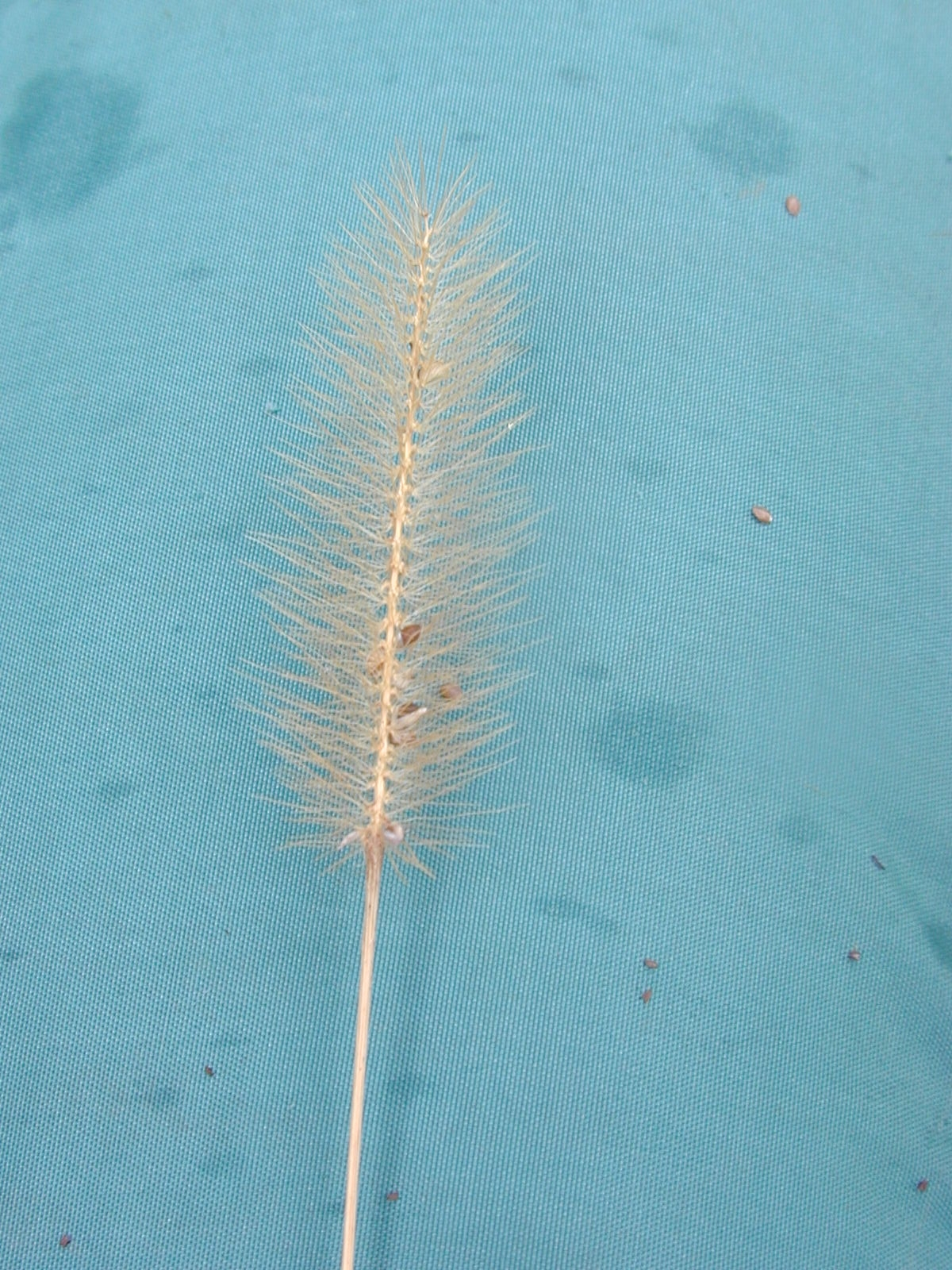
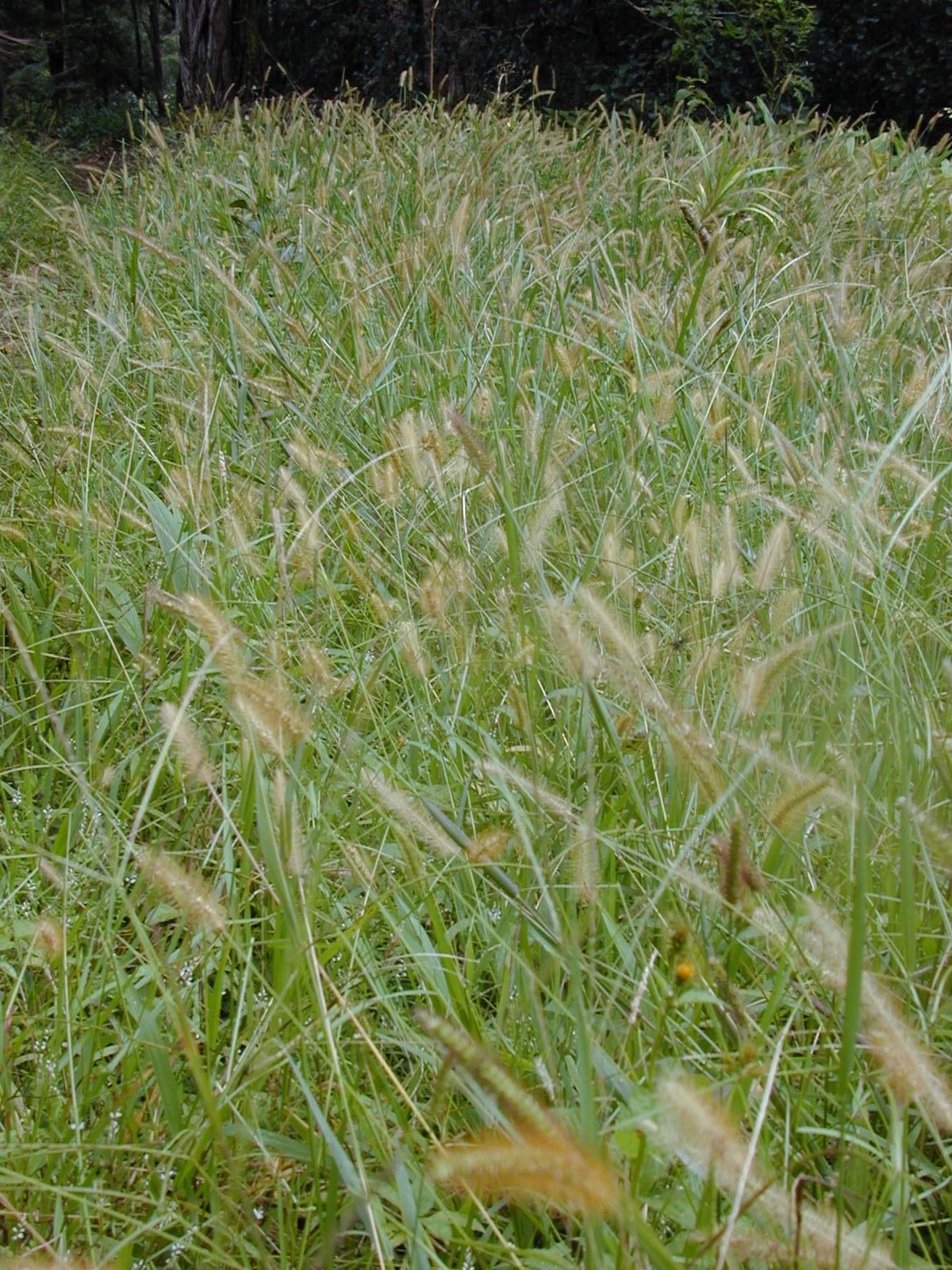